# بوستان (تاجیکستان)
شهر بوستان  (به تاجیکی: Бӯстон) در ناحیهٔ کوهستان مست‌چاه استان سغد در کشور تاجیکستان واقع شده‌است. جمعیت این شهر ۱۴٫۴۰۳ نفر است.